# Ghiacciaio Irving
Il ghiacciaio Irving è un ghiacciaio lungo circa 9 km situato nella regione centrale della Terra di Oates, in Antartide. Il ghiacciaio, il cui punto più alto si trova a circa 2100 m s.l.m., si trova in particolare a ovest della dorsale Convoy, dove fluisce verso nord-ovest partendo da una sella, dall'altra parte di cui fluisce il ghiacciaio Cambridge, e scorrendo tra i colli Coombs, a sud-ovest, e la cresta Wyandot, a nord-est, fino a unire il proprio flusso a quello del ghiacciaio Odell.

## Storia
Il ghiacciaio Irving è stato mappato dai membri della spedizione Terra Nova, condotta dal 1910 al 1913 e comandata dal capitano Robert Falcon Scott, ma è stato così battezzato solo nel 1999 dal Comitato consultivo dei nomi antartici in onore del capitano R. K. Irving, della marina militare statunitense, che comandò la USS Wyandot, una nave da carico che prese parta all'operazione Deep Freeze IV, svolta nel 1958-59.